# Stortjärnen (Kalls socken, Jämtland, 705251-137492)
Stortjärnen är en sjö i Åre kommun i Jämtland och ingår i Indalsälvens huvudavrinningsområde. Sjön har en area på 0,132 kvadratkilometer och ligger 600,7 meter över havet.

## Delavrinningsområde
Stortjärnen ingår i det delavrinningsområde (705194-137507) som SMHI kallar för Ovan 705149-137726. Medelhöjden är 592 meter över havet och ytan är 9,54 kvadratkilometer. Räknas de 2 avrinningsområdena uppströms in blir den ackumulerade arean 14,48 kvadratkilometer. Ytterån (Ålfloån) som avvattnar avrinningsområdet har biflödesordning 2, vilket innebär att vattnet flödar genom totalt 2 vattendrag innan det når havet efter 332 kilometer. Avrinningsområdet består mestadels av skog (87 procent). Avrinningsområdet har 0,27 kvadratkilometer vattenytor vilket ger det en sjöprocent på 2,8 procent.